# Göstling an der Ybbs
Göstling an der Ybbs est une commune autrichienne du district de Scheibbs en Basse-Autriche.
La commune est subdivisée en six : Göstling (28,07 km2), Hochreith (15,57 km2), Königsberg (6,00 km2), Lassing (33,33 km2), Steinbachmauer (8,37 km2) et Ybbssteinbach (52,22 km2).

## Jumelages
- Hüttenberg (Allemagne) depuis le 4 août 1991[3]
- Purkersdorf (Autriche)

## Galerie

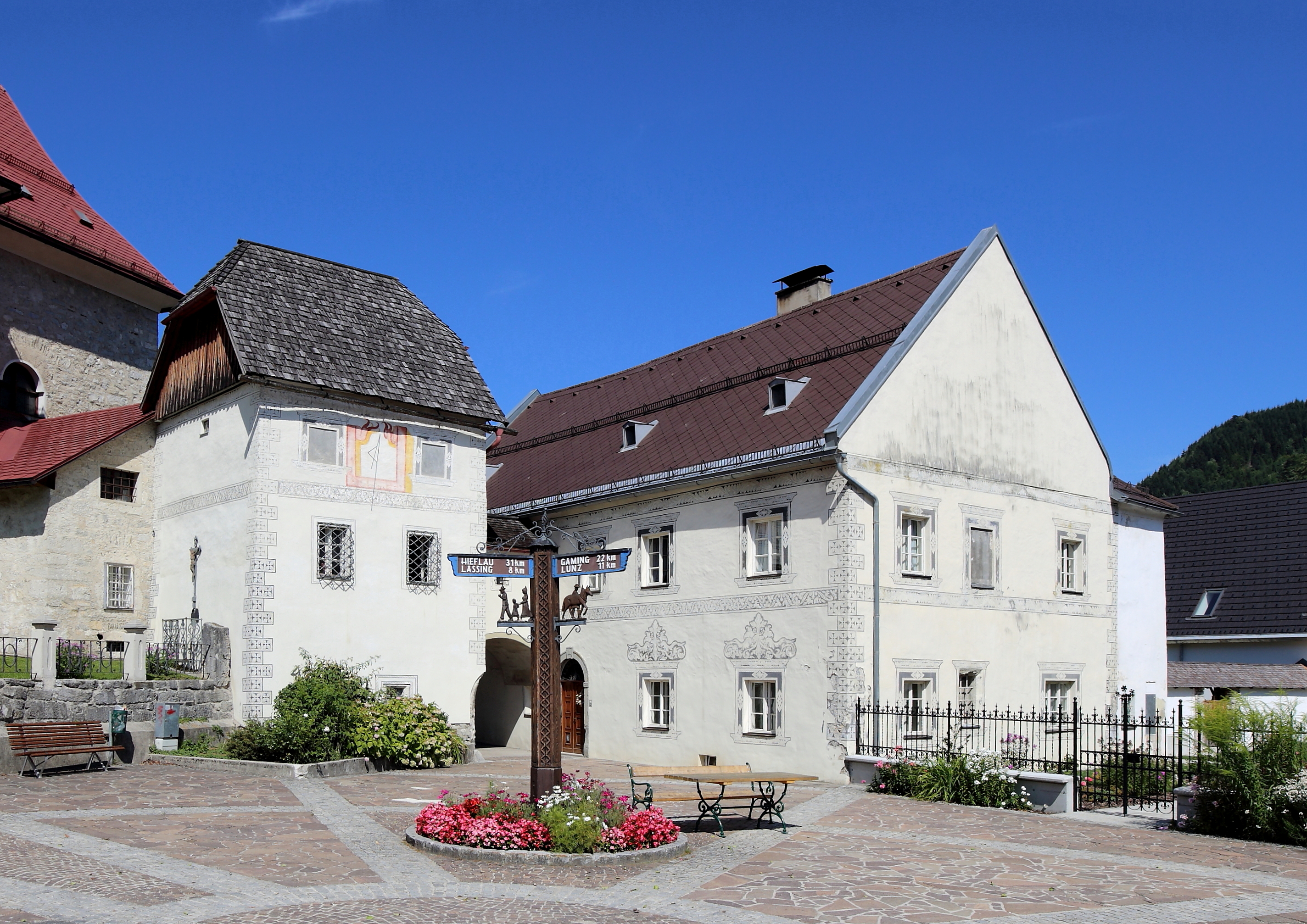
Göstling
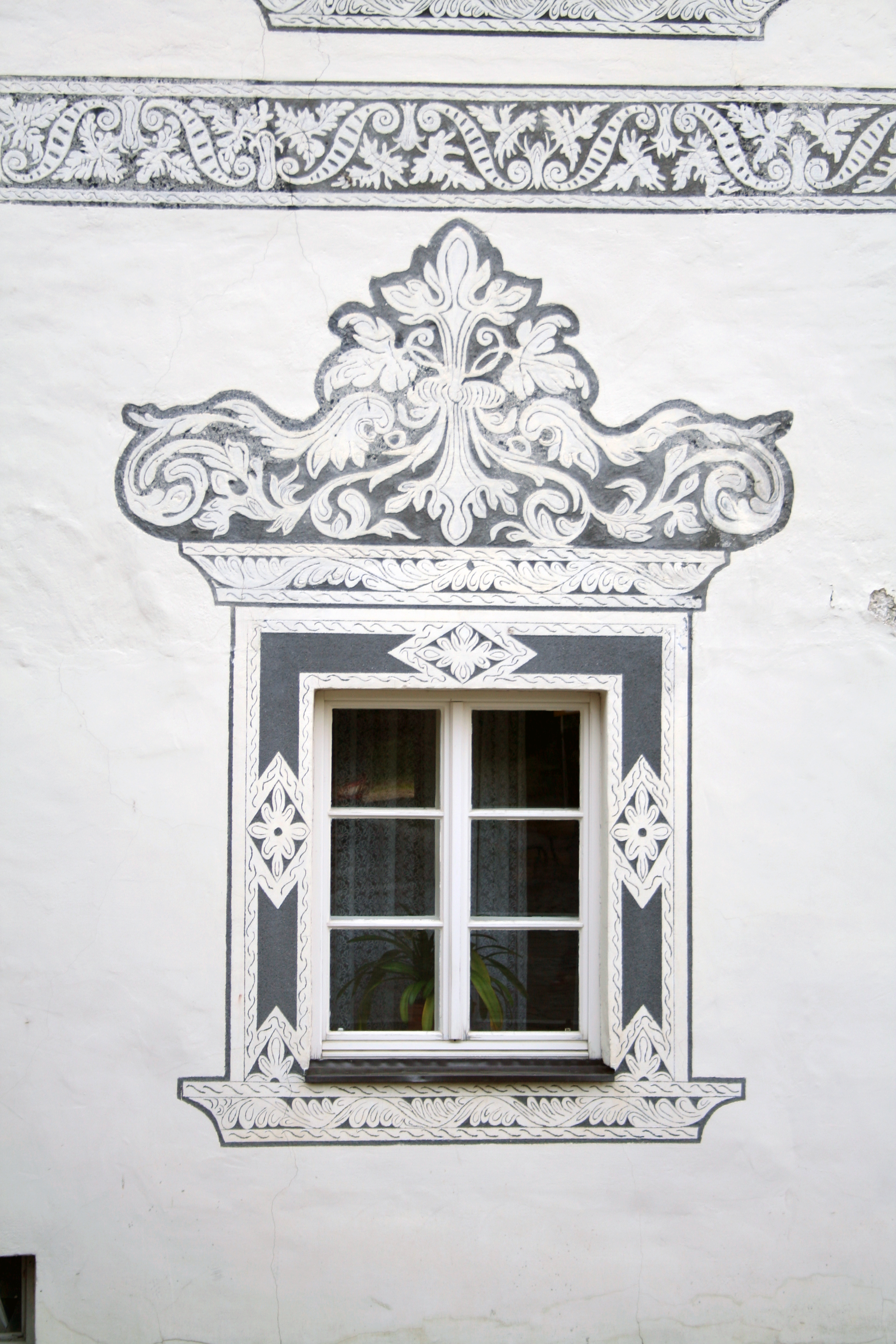
Sgraffites
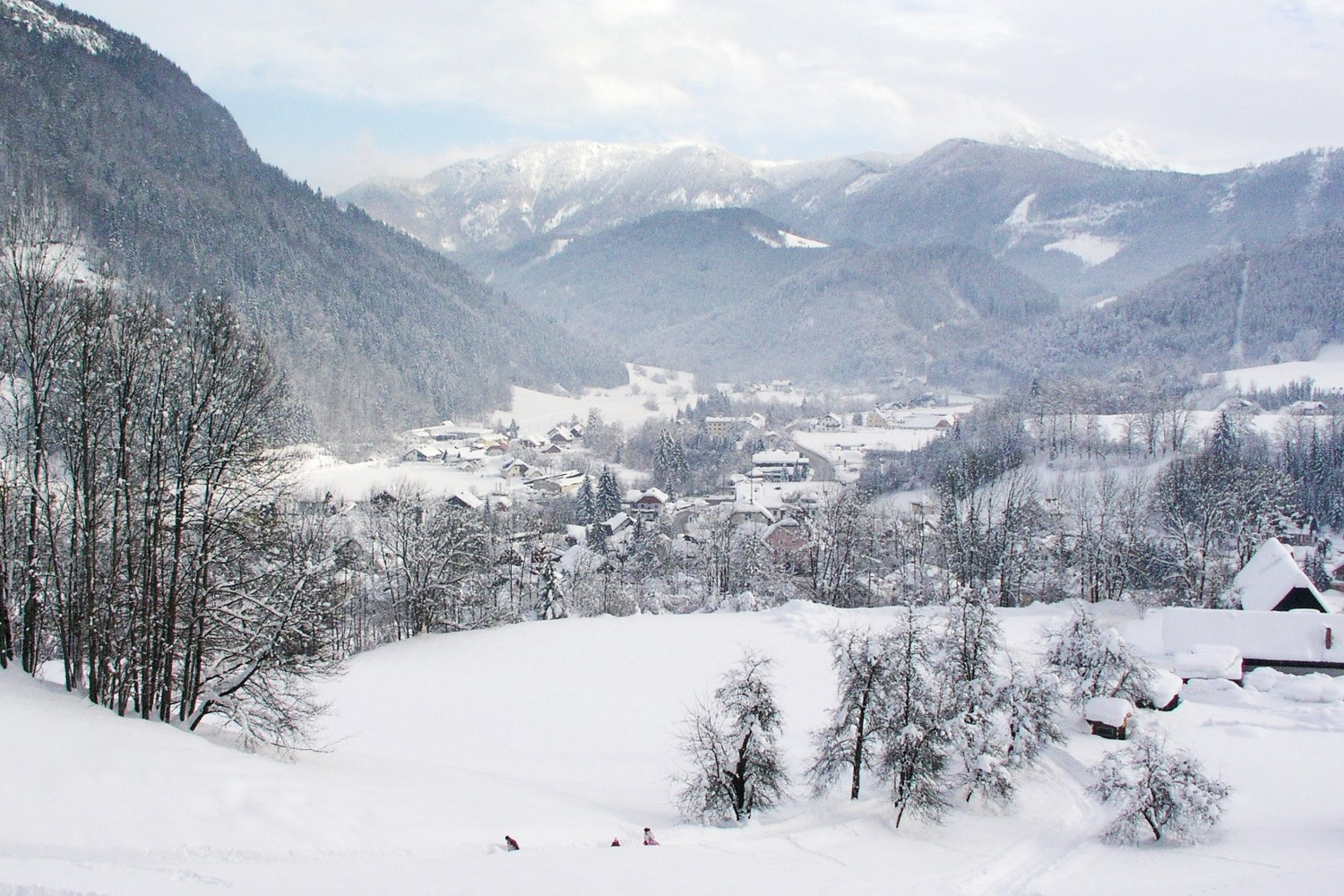
Panorama hivernal
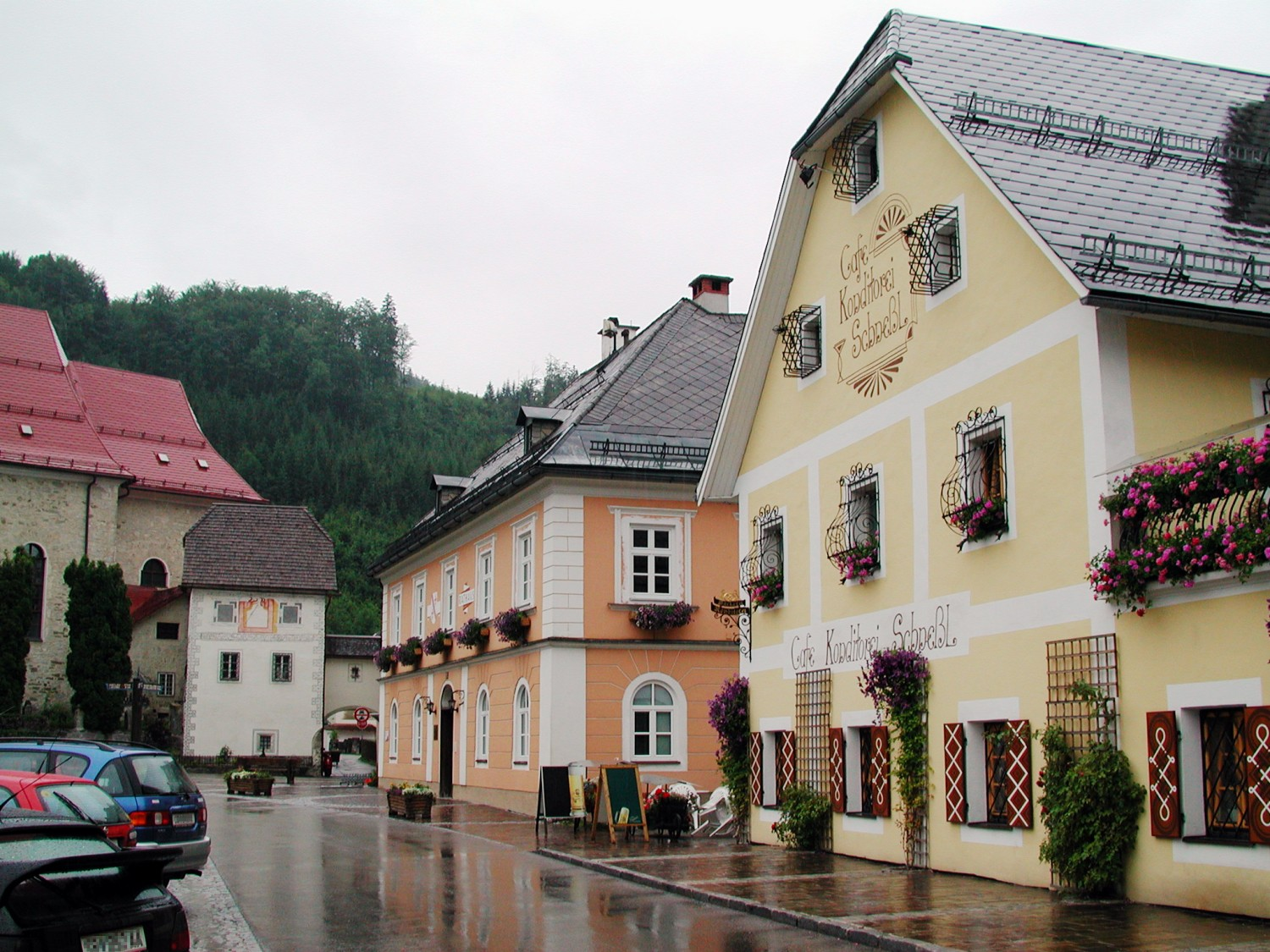
Place de Göstling
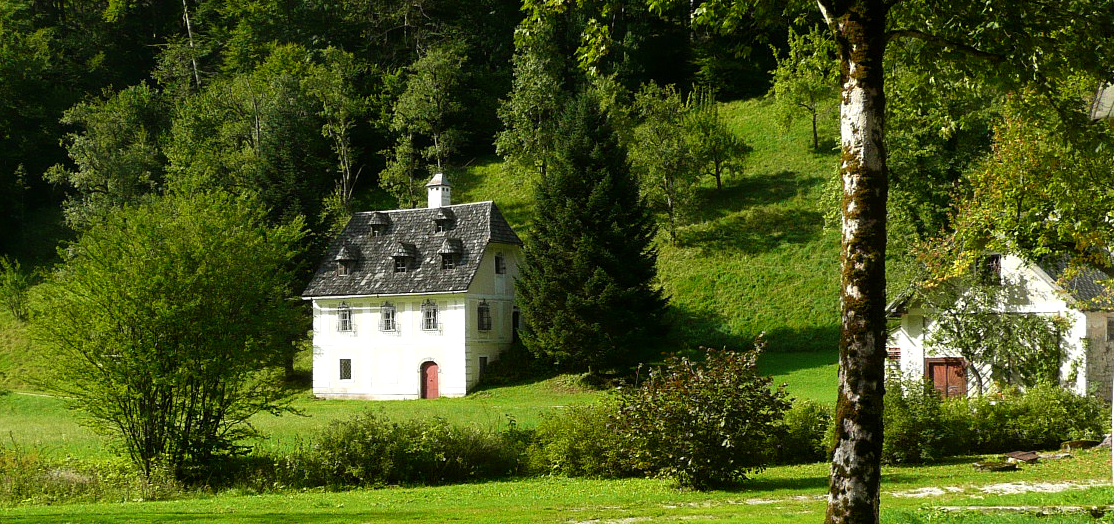
Maison près de Lassing
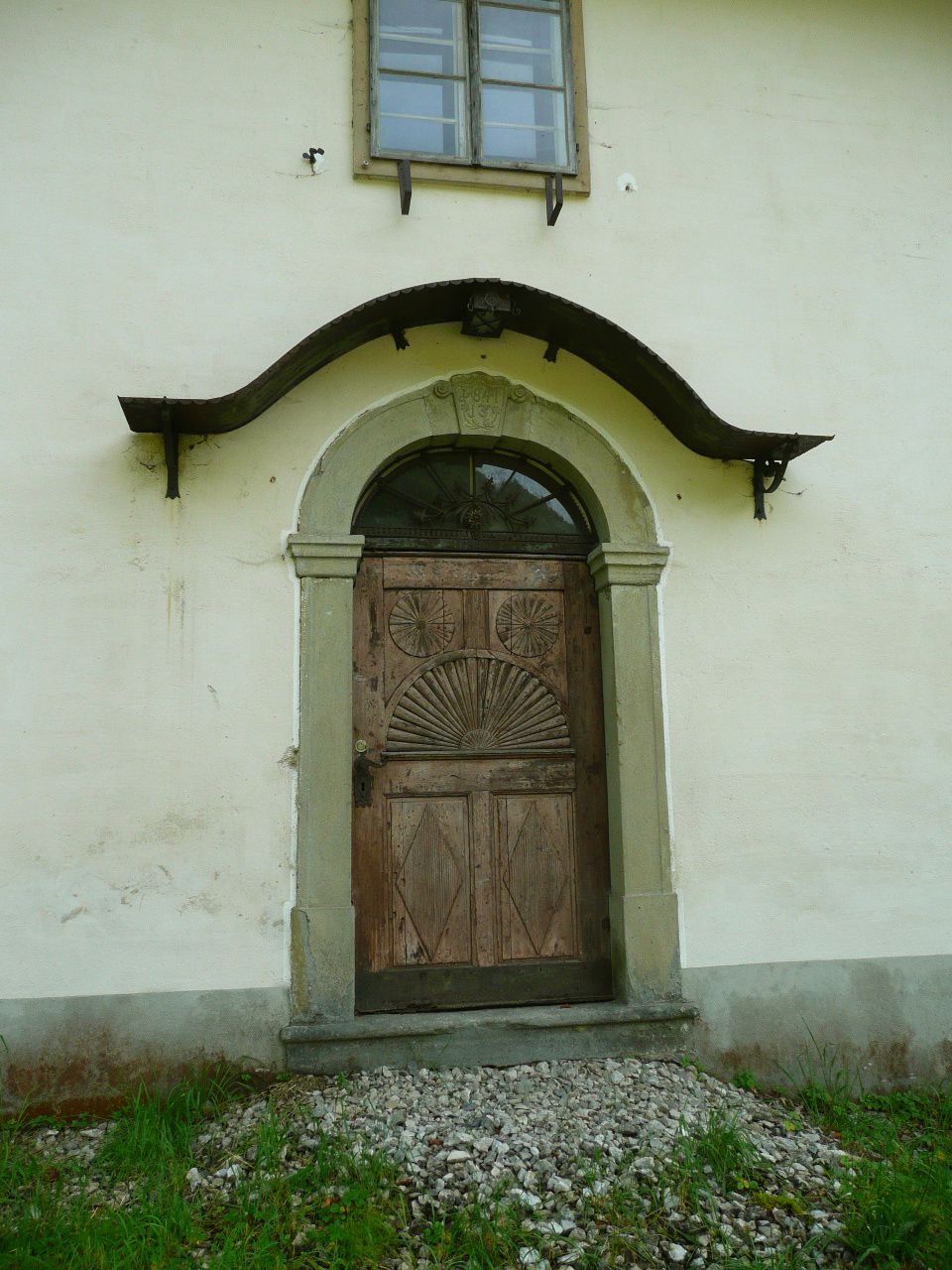
Porte du XIXe siècle près de Lassing

## Sources
1. ↑  « Einwohnerzahl 1.1.2018 nach Gemeinden mit Status, Gebietsstand 1.1.2018 », Statistik Austria (en) (consulté le 9 mars 2019)
2. ↑  Version en langue allemande
3. ↑  « Partnergemeinden / Partnerstädte » Site web de la commune de Hüttenberg, consulté le 29 mars 2017.